# Міський район Мазепа 1
Міський район Мазепа 1 (рум. Mazeppa 1) — місцевість у румунському місті Галац, названа на честь відомого українського військового, політичного і державного діяча Івана Мазепи.

## Готелі та установи
- Румунський комерційний банк (Banca Comercială Română)
- Сільськогосподарський банк (Banca Agricolă)
- Готель «Фалеза» (Hotel Faleza)
- Румунський банк розвитку (Banca Romana de Dezvoltare), Група Сосьєте Женераль (Groupe Société Générale)